# Dolní Hbity
Dolní Hbity là một làng thuộc huyện Příbram, vùng Středočeský, Cộng hòa Séc.